# Indonesia Open 2005
Die Indonesia Open 2005 waren eines der Top-10-Turniere im Badminton in Asien. Sie fanden vom 19. bis 25. September in Jakarta statt. Das Preisgeld betrug 250.000 US$.

## Sieger und Platzierte
| Disziplin    | Gold                          | Silber                       | Bronze                                            |
| ------------ | ----------------------------- | ---------------------------- | ------------------------------------------------- |
| Herreneinzel | Lee Hyun-il                   | Boonsak Ponsana              | Sony Dwi Kuncoro                                  |
| Herreneinzel | Lee Hyun-il                   | Boonsak Ponsana              | Kenneth Jonassen                                  |
| Dameneinzel  | Wang Chen                     | Mia Audina                   | Kaori Mori                                        |
| Dameneinzel  | Wang Chen                     | Mia Audina                   | Wong Mew Choo                                     |
| Herrendoppel | Markis Kido Hendra Setiawan   | Sigit Budiarto Candra Wijaya | Mathias Boe Carsten Mogensen                      |
| Herrendoppel | Markis Kido Hendra Setiawan   | Sigit Budiarto Candra Wijaya | Choong Tan Fook Lee Wan Wah                       |
| Damendoppel  | Lee Hyo-jung Lee Kyung-won    | Chin Eei Hui Wong Pei Tty    | Jiang Yanmei Li Yujia                             |
| Damendoppel  | Lee Hyo-jung Lee Kyung-won    | Chin Eei Hui Wong Pei Tty    | Sathinee Chankrachangwong Saralee Thungthongkam   |
| Mixed        | Nova Widianto Liliyana Natsir | Anggun Nugroho Tetty Yunita  | Songphon Anugritayawon Kunchala Voravichitchaikul |
| Mixed        | Nova Widianto Liliyana Natsir | Anggun Nugroho Tetty Yunita  | Lee Jae-jin Lee Hyo-jung                          |

## Finalresultate
| Disziplin    | Sieger                        | Finalist                     | Ergebnis           |
| ------------ | ----------------------------- | ---------------------------- | ------------------ |
| Herreneinzel | Lee Hyun-il                   | Boonsak Ponsana              | 15–10, 15–3        |
| Dameneinzel  | Wang Chen                     | Mia Audina                   | 11–7, 11–1         |
| Herrendoppel | Markis Kido Hendra Setiawan   | Candra Wijaya Sigit Budiarto | 15–10, 12–15, 15–3 |
| Damendoppel  | Lee Kyung-won Lee Hyo-jung    | Chin Eei Hui Wong Pei Tty    | 15–4, 15–5         |
| Mixed        | Nova Widianto Liliyana Natsir | Anggun Nugroho Tetty Yunita  | 15–13, 15–1        |

## Herreneinzel

### Qualifikation
- Aditya –  Widiharto Setiyo: 15-3 / 15-4
- Siswanto Teguh –  Farhad: 10-15 / 15-2 / 15-6
- Didik Purwanto –  Jatmiko Bagus: 15-7 / 15-13
- Indra Bagus Ade Chandra –  Wiyaya Fedri: 15-13 / 15-9
- Yoga Pratama –  Ian Jovi Rien: 8-15 / 15-5 / 15-5

### Hauptrunde
- Kenneth Jonassen –  Wisnu Haryo Putro: 15-3 / 15-1
- Kang Woo-kyum –  Markus Wijanu Dwi Christanto: 15-11 / 12-15 / 15-12
- Shoji Sato –  Robert Kwee: 15-4 / 11-15 / 15-1
- Yohan Hadikusumo Wiratama –  Alamsyah Yunus: 8-15 / 15-13 / 15-8
- Kuan Beng Hong –  Sakti Kusuma: 15-3 / 15-4
- Yeoh Kay Bin –  Adnan Fauzi: 9-15 / 15-10 / 15-8
- Lee Yen Hui Kendrick –  Budi Santoso: 17-14 / 15-7
- Peerasak Wiriyaphadungphong –  Endra Kurniawan: 15-8 / 15-10
- Taufik Hidayat –  Raj Popat: 15-5 / 15-6
- Nguyễn Quang Minh –  Arvind Bhat: 17-15 / 15-12
- Simon Santoso –  Lee Cheol-ho: 15-12 / 15-4
- Park Sung-hwan –  Taufiq Hidayat Akbar: w.o.
- Boonsak Ponsana –  Benny Jo Putra: 15-2 / 15-5
- Herry Setiawan –  Yoga Pratama: 15-6 / 15-12
- Kazuteru Kozai –  Roslin Hashim: w.o.
- Tommy Sugiarto –  Siswanto Teguh: 15-6 / 15-10
- Ahn Hyun-suk –  Hendri Winarto: 15-11 / 15-9
- Dicky Palyama –  Poompat Sapkulchananart: 8-15 / 15-12 / 15-4
- Shinya Ohtsuka –  Ali Rasmara: 15-3 / 15-7
- Wong Choong Hann –  Jung Hoon-min: 15-10 / 15-6
- Khrishnan Yogendran –  Jeffer Rosobin: 15-12 / 15-3
- Sony Dwi Kuncoro –  Aditya: 15-1 / 15-6
- Marleve Mainaky –  Didik Purwanto: 15-4 / 15-6
- Ng Wei –  Andreas Adityawarman: 15-11 / 15-8
- Sho Sasaki –  Ari Yuli Wahyu Hartanto: 15-7 / 15-17 / 15-12
- Bobby Milroy –  Kashyap Parupalli: 15-6 / 15-11
- Indra Bagus Ade Chandra –  Achmad Rivai: 11-15 / 15-10 / 15-10
- Lee Hyun-il –  Sigit Wahyudi: 15-9 / 15-6
- Stenny Kusuma –  Pei Wee Chung: 15-9 / 15-6
- Wiempie Mahardi –  Lee Tsuen Seng: 15-13 / 15-8
- James Chua –  Andre Kurniawan Tedjono: 15-6 / 15-5
- Lee Chong Wei –  Mickael Delille: 15-1 / 15-0
- Kenneth Jonassen –  Kang Woo-kyum: 15-5 / 15-1
- Shoji Sato –  Yohan Hadikusumo Wiratama: 15-12 / 15-10
- Yeoh Kay Bin –  Kuan Beng Hong: 4-15 / 17-15 / 15-9
- Lee Yen Hui Kendrick –  Peerasak Wiriyaphadungphong: 15-5 / 15-2
- Taufik Hidayat –  Nguyễn Quang Minh: 15-4 / 15-7
- Simon Santoso –  Park Sung-hwan: 15-8 / 15-4
- Boonsak Ponsana –  Herry Setiawan: 15-2 / 15-8
- Tommy Sugiarto –  Kazuteru Kozai: 15-12 / 15-2
- Ahn Hyun-suk –  Dicky Palyama: 14-17 / 15-3 / 15-9
- Wong Choong Hann –  Shinya Ohtsuka: 15-5 / 15-6
- Sony Dwi Kuncoro –  Khrishnan Yogendran: 15-9 / 15-10
- Marleve Mainaky –  Ng Wei: 15-9 / 15-10
- Bobby Milroy –  Sho Sasaki: 8-15 / 15-8 / 15-6
- Lee Hyun-il –  Indra Bagus Ade Chandra: 15-2 / 15-8
- Wiempie Mahardi –  Stenny Kusuma: 15-10 / 15-10
- Lee Chong Wei –  James Chua: 15-5 / 15-6
- Kenneth Jonassen –  Shoji Sato: 15-5 / 15-10
- Yeoh Kay Bin –  Lee Yen Hui Kendrick: 15-4 / 15-4
- Simon Santoso –  Taufik Hidayat: 15-12 / 15-5
- Boonsak Ponsana –  Tommy Sugiarto: 15-12 / 15-5
- Wong Choong Hann –  Ahn Hyun-suk: 15-9 / 15-4
- Sony Dwi Kuncoro –  Marleve Mainaky: 15-7 / 15-6
- Lee Hyun-il –  Bobby Milroy: 15-5 / 15-9
- Lee Chong Wei –  Wiempie Mahardi: 15-13 / 15-8
- Kenneth Jonassen –  Yeoh Kay Bin: 15-10 / 15-2
- Boonsak Ponsana –  Simon Santoso: 17-16 / 15-6
- Sony Dwi Kuncoro –  Wong Choong Hann: 15-3 / 15-7
- Lee Hyun-il –  Lee Chong Wei: 15-4 / 15-11
- Boonsak Ponsana –  Kenneth Jonassen: 3-15 / 17-14 / 15-13
- Lee Hyun-il –  Sony Dwi Kuncoro: 6-15 / 15-7 / 15-7
- Lee Hyun-il –  Boonsak Ponsana: 15-10 / 15-3

## Dameneinzel

### Qualifikation
- Sylvinna Kurniawan –  Tan Sandrawati Wijaya: 11-2 / 11-2
- Dian Novitasari –  Risa Bbj Ramadana: 11-2 / 11-2
- Saina Nehwal –  Resti Amalia Nova: 11-3 / 11-3
- Yuan Kartika Putri –  Reny Handayani: 11-4 / 11-2
- Dian Ayu Mayasari –  Elvina: 11-4 / 11-3
- Anneke Feinya Agustin –  Iw Cynthia: 11-4 / 11-2
- Bellaetrix Manuputty –  Anastasia Emaya: 11-2 / 11-2
- Aprilia Yuswandari –  Febrina Saputri: 11-0 / 11-0
- Maria Elfira Christina –  Gustiani Megawati: 11-4 / 8-11 / 11-4
- Siti Mahiroh –  Angeline: 11-2 / 11-6

### Hauptrunde
- Pi Hongyan –  Chie Umezu: 11-0 / 11-3
- Jang Soo-young –  Sylvinna Kurniawan: 11-9 / 11-8
- Mia Audina –  Kim Sun-me: 11-0 / 11-0
- Yu Hirayama –  Pia Zebadiah: 11-7 / 11-6
- Eriko Hirose –  Siti Mahiroh: 11-1 / 11-2
- Molthila Kitjanon –  Wiwis Meilyanna: 11-5 / 11-7
- Wong Mew Choo –  Li Li: 11-9 / 3-11 / 11-3
- Adriyanti Firdasari –  Aprilia Yuswandari: 11-8 / 5-11 / 11-8
- Yuan Kartika Putri –  Soratja Chansrisukot: 2-11 / 11-6 / 11-3
- Salakjit Ponsana –  Dian Novita Sari: 11-4 / 11-0
- Hwang Hye-youn –  Anneke Feinya Agustin: 11-2 / 11-7
- Wang Chen –  Fransisca Ratnasari: 11-8 / 11-4
- Silvi Antarini –  Maria Elfira Christina: 11-5 / 12-13 / 11-3
- Kaori Mori –  Saina Nehwal: 11-2 / 5-11 / 11-3
- Maria Kristin Yulianti –  Bellaetrix Manuputty: 11-9 / 11-4
- Yao Jie –  Dian Ayu Mayasari: 11-8 / 11-0
- Pi Hongyan –  Jang Soo-young: 11-1 / 11-2
- Mia Audina –  Yu Hirayama: 11-2 / 8-11 / 11-4
- Eriko Hirose –  Molthila Kitjanon: 11-0 / 11-3
- Wong Mew Choo –  Adriyanti Firdasari: 6-11 / 11-1 / 11-4
- Salakjit Ponsana –  Yuan Kartika Putri: 11-3 / 11-1
- Wang Chen –  Hwang Hye-youn: 11-4 / 11-9
- Kaori Mori –  Silvi Antarini: 2-11 / 11-8 / 11-4
- Maria Kristin Yulianti –  Yao Jie: 11-3 / 11-6
- Mia Audina –  Pi Hongyan: 11-6 / 11-6
- Wong Mew Choo –  Eriko Hirose: 6-11 / 13-10 / 11-2
- Wang Chen –  Salakjit Ponsana: 11-7 / 11-6
- Kaori Mori –  Maria Kristin Yulianti: 11-1 / 11-9
- Mia Audina –  Wong Mew Choo: 11-8 / 9-11 / 11-8
- Wang Chen –  Kaori Mori: 11-2 / 11-6
- Wang Chen –  Mia Audina: 11-7 / 11-1

## Herrendoppel

### Qualifikation
- Aditya Arifin /  Jatmiko Bagus –  ? /  Ian Jovi Rien: 17-16 / 16-17 / 15-11
- Fernando Kurniawan /  Subakti –  Fikri Fauzi /  Erda Sudiana: 15-1 / 10-15 / 15-3
- Afiat /  Dhani –  Farhad /  Siswanto Teguh: 15-7 / 4-15 / 15-9

### Hauptrunde
- Jeon Jun-bum /  Kang Woo-kyum –  Afiat /  Dhani: 11-15 / 15-12 / 15-5
- Liu Kwok Wa /  Albertus Susanto Njoto –  Shintaro Ikeda /  Shuichi Sakamoto: 15-12 / 15-12
- Hendra Gunawan /  Joko Riyadi –  Aditya Arifin /  Jatmiko Bagus: 15-3 / 15-3
- Karel Mainaky /  Reony Mainaky –  Tan Boon Heong /  Hoon Thien How: 15-7 / 3-15 / 15-12
- Hong Chieng Hun /  Ng Kean Kok –  Setia Atmaja Pribadi /  Sébastien Vincent: 15-8 / 15-5
- Kang Myeong-won /  Yoo Yeon-seong –  Rony Agustinus /  Risky Kurniawan: 15-9 / 15-4
- Rupesh Kumar /  Sanave Thomas –  Anas Jauhari /  Unang Rahmat: 15-13 / 15-7
- Yoga Ukikasah /  Yonathan Suryatama Dasuki –  Fernando Kurniawan /  Subakti: 15-11 / 15-9
- Chew Choon Eng /  Wong Choong Hann –  Davis Efraim /  Ade Lukas: 15-5 / 10-15 / 15-11
- Nguyễn Quang Minh /  Trần Thanh Hải –  Syarifuddin /  Tontowi Ahmad: 15-4 / 15-13
- Keita Masuda /  Tadashi Ohtsuka –  Han Sang-hoon /  Hwang Ji-man: 15-10 / 15-6
- Zakry Abdul Latif /  Gan Teik Chai –  I Made Agung /  Marchel Saroinsong Melky: 15-1 / 15-2
- Ong Soon Hock /  Tan Bin Shen –  Candra /  Fran Kurniawan: 15-11 / 15-6
- Cho Gun-woo /  Lee Yong-dae –  Rendra Wijaya /  Rian Sukmawan: 15-10 / 15-2
- Choong Tan Fook /  Lee Wan Wah –  Eng Hian /  Flandy Limpele: 9-15 / 17-15 / 15-10
- Noriyasu Hirata /  Hajime Komiyama –  Doni Prasetyo /  Denny Setiawan: 15-3 / 15-12
- Sigit Budiarto /  Candra Wijaya –  Davin Prawissa /  Rio Willianto: 15-4 / 15-10
- Liu Kwok Wa /  Albertus Susanto Njoto –  Jeon Jun-bum /  Kang Woo-kyum: 15-8 / 15-6
- Lin Woon Fui /  Fairuzizuan Tazari –  Alroy Tanama Putra /  Restu Basuki Prasetyo: 15-8 / 15-6
- Hendra Gunawan /  Joko Riyadi –  Karel Mainaky /  Reony Mainaky: 15-6 / 15-9
- Jung Jae-sung /  Lee Jae-jin –  Aji Basuki /  Ruben Gordown Khosadalina: 15-6 / 15-5
- Hong Chieng Hun /  Ng Kean Kok –  Kang Myeong-won /  Yoo Yeon-seong: 8-15 / 15-7 / 15-12
- Mathias Boe /  Carsten Mogensen –  Dommy Allen /  Endro Saputro: 15-0 / 15-2
- Yoga Ukikasah /  Yonathan Suryatama Dasuki –  Rupesh Kumar /  Sanave Thomas: 15-12 / 9-15 / 15-10
- Chew Choon Eng /  Wong Choong Hann –  Nguyễn Quang Minh /  Trần Thanh Hải: 15-11 / 15-13
- Markis Kido /  Hendra Setiawan –  Songphon Anugritayawon /  Nitipong Saengsila: 15-8 / 15-6
- Zakry Abdul Latif /  Gan Teik Chai –  Keita Masuda /  Tadashi Ohtsuka: 15-5 / 15-2
- Lars Paaske /  Jonas Rasmussen –  Andhika Hardjanggi /  Viki Indra Okvana: 15-6 / 15-1
- Ong Soon Hock /  Tan Bin Shen –  Cho Gun-woo /  Lee Yong-dae: 15-9 / 17-14
- Chan Chong Ming /  Koo Kien Keat –  Mohammad Ahsan /  Bona Septano: 15-1 / 15-7
- Choong Tan Fook /  Lee Wan Wah –  Noriyasu Hirata /  Hajime Komiyama: 15-8 / 15-7
- Alvent Yulianto /  Luluk Hadiyanto –  Agung Ruhanda /  Enroe: 15-6 / 15-8
- Sigit Budiarto /  Candra Wijaya –  Liu Kwok Wa /  Albertus Susanto Njoto: 15-7 / 15-3
- Lin Woon Fui /  Fairuzizuan Tazari –  Hendra Gunawan /  Joko Riyadi: 15-4 / 17-14
- Jung Jae-sung /  Lee Jae-jin –  Hong Chieng Hun /  Ng Kean Kok: 15-2 / 15-12
- Mathias Boe /  Carsten Mogensen –  Yoga Ukikasah /  Yonathan Suryatama Dasuki: 15-6 / 17-14
- Markis Kido /  Hendra Setiawan –  Chew Choon Eng /  Wong Choong Hann: 15-10 / 15-11
- Lars Paaske /  Jonas Rasmussen –  Zakry Abdul Latif /  Gan Teik Chai: 15-11 / 15-13
- Chan Chong Ming /  Koo Kien Keat –  Ong Soon Hock /  Tan Bin Shen: 16-17 / 15-10 / 0-1
- Choong Tan Fook /  Lee Wan Wah –  Alvent Yulianto /  Luluk Hadiyanto: 15-5 / 7-15 / 15-12
- Sigit Budiarto /  Candra Wijaya –  Lin Woon Fui /  Fairuzizuan Tazari: 15-13 / 15-8
- Mathias Boe /  Carsten Mogensen –  Jung Jae-sung /  Lee Jae-jin: 17-16 / 15-12
- Markis Kido /  Hendra Setiawan –  Lars Paaske /  Jonas Rasmussen: 15-11 / 17-14
- Choong Tan Fook /  Lee Wan Wah –  Chan Chong Ming /  Koo Kien Keat: 15-8 / 15-7
- Sigit Budiarto /  Candra Wijaya –  Mathias Boe /  Carsten Mogensen: 15-4 / 15-11
- Markis Kido /  Hendra Setiawan –  Choong Tan Fook /  Lee Wan Wah: 17-16 / 17-14
- Markis Kido /  Hendra Setiawan –  Sigit Budiarto /  Candra Wijaya: 15-10 / 12-15 / 15-3

## Damendoppel

### Qualifikation
- Aprilia Yuswandari /  Gustiani Megawati –  Siti Mauludiningtyas /  Luluk Maria Ulfa: 17-16 / 12-15 / 15-2

### Hauptrunde
- Lee Hyo-jung /  Lee Kyung-won –  Shendy Puspa Irawati /  Lily Siswanti: 15-3 / 15-12
- Britta Andersen /  Mette Schjoldager –  Jane David /  Yulianti CJ: 15-12 / 15-4
- Duanganong Aroonkesorn /  Kunchala Voravichitchaikul –  Sukma Wijaya Devi /  Irene: 15-4 / 15-3
- Ha Jung-eun /  Kim Min-jung –  Feiran Mesawardani /  Febrina Saputri: 15-6 / 15-5
- Jiang Yanmei /  Li Yujia –  Apriliana Rintan /  Rani Mundiasti: 15-12 / 15-9
- Fong Chew Yen /  Phui Leng See –  Bellaetrix Manuputty /  Samantha Lintang: 15-10 / 15-3
- Miyuki Maeda /  Satoko Suetsuna –  Putri Muthia /  Debby Susanto: 15-4 / 15-2
- Nitya Krishinda Maheswari /  Nadya Melati –  Indarti Issolina /  Minarti Timur: 15-7 / 15-5
- Soratja Chansrisukot /  Molthila Kitjanon –  Siti Mahiroh /  Richa Sari Pawestri: 15-7 / 15-9
- Kumiko Ogura /  Reiko Shiota –  Reni Rosi Hendarni /  Krishabella: 15-4 / 15-2
- Meiliana Jauhari /  Purwati –  Aprilia Yuswandari /  Gustiani Megawati: 15-13 / 15-2
- Chin Eei Hui /  Wong Pei Tty –  Jo Novita /  Greysia Polii: 15-9 / 4-15 / 15-11
- Lita Nurlita /  Natalia Poluakan –  Fitri /  Barrios William: 10-0
- Pernille Harder /  Helle Nielsen –  Meidiyani /  Irma Nuraeni: 15-9 / 15-2
- Jun Woul-sik /  Jung Youn-kyung –  D. Jessica /  Christal Mandagi: 15-3 / 15-8
- Sathinee Chankrachangwong /  Saralee Thungthongkam –  Mariana Debora /  Nina Marliawati: 15-4 / 15-1
- Lee Hyo-jung /  Lee Kyung-won –  Britta Andersen /  Mette Schjoldager: 15-17 / 15-6 / 15-3
- Duanganong Aroonkesorn /  Kunchala Voravichitchaikul –  Ha Jung-eun /  Kim Min-jung: 15-8 / 15-4
- Jiang Yanmei /  Li Yujia –  Fong Chew Yen /  Phui Leng See: 15-6 / 15-3
- Miyuki Maeda /  Satoko Suetsuna –  Nitya Krishinda Maheswari /  Nadya Melati: 15-6 / 15-9
- Kumiko Ogura /  Reiko Shiota –  Soratja Chansrisukot /  Molthila Kitjanon: 15-11 / 15-6
- Chin Eei Hui /  Wong Pei Tty –  Meiliana Jauhari /  Purwati: 15-5 / 15-11
- Lita Nurlita /  Natalia Poluakan –  Pernille Harder /  Helle Nielsen: 7-15 / 15-4 / 15-1
- Sathinee Chankrachangwong /  Saralee Thungthongkam –  Jun Woul-sik /  Jung Youn-kyung: 15-6 / 15-5
- Lee Hyo-jung /  Lee Kyung-won –  Duanganong Aroonkesorn /  Kunchala Voravichitchaikul: 15-4 / 15-1
- Jiang Yanmei /  Li Yujia –  Miyuki Maeda /  Satoko Suetsuna: 15-3 / 15-6
- Chin Eei Hui /  Wong Pei Tty –  Kumiko Ogura /  Reiko Shiota: 15-9 / 15-7
- Sathinee Chankrachangwong /  Saralee Thungthongkam –  Lita Nurlita /  Natalia Poluakan: 15-9 / 15-13
- Lee Hyo-jung /  Lee Kyung-won –  Jiang Yanmei /  Li Yujia: 15-1 / 15-7
- Chin Eei Hui /  Wong Pei Tty –  Sathinee Chankrachangwong /  Saralee Thungthongkam: 15-10 / 17-16
- Lee Hyo-jung /  Lee Kyung-won –  Chin Eei Hui /  Wong Pei Tty: 15-4 / 15-5

## Mixed

### Qualifikation
- Subakti /  Lily Siswanti –  Mohammad Ahsan /  Feiran Mesawardani: 15-4 / 7-15 / 15-12
- Titon Gustaman /  Meiliana Jauhari –  Ali Rasmara /  Meidiyani: 15-10 / 12-15 / 15-6
- Lingga Lie /  Jane David –  I Made Agung /  Mariana Debora: 15-0 / 15-10
- Viki Indra Okvana /  Gustiani Megawati –  Gito Sugiarto /  Dian Novita Sari: 9-15 / 13-15

### Hauptrunde
- Nova Widianto /  Liliyana Natsir –  Yoo Yeon-seong /  Jung Youn-kyung: 15-4 / 15-8
- Bambang Suprianto /  Minarti Timur –  Viki Indra Okvana /  Gustiani Megawati: 15-5 / 15-1
- Lee Yong-dae /  Ha Jung-eun –  Ruben Gordown Khosadalina /  Purwati: 15-1 / 15-6
- Denny Setiawan /  Richa Sari Pawestri –  Titon Gustaman /  Meiliana Jauhari: 15-7 / 9-15 / 15-8
- Songphon Anugritayawon /  Kunchala Voravichitchaikul –  Hendri Kurniawan Saputra /  Li Yujia: 15-11 / 2-15 / 15-9
- Shintaro Ikeda /  Miyuki Maeda –  Cho Gun-woo /  Kim Sun-me: 15-12 / 15-13
- Carsten Mogensen /  Mette Schjoldager –  Subakti /  Lily Siswanti: 15-3 / 15-3
- Muhammad Rizal /  Endang Nursugianti –  Gan Teik Chai /  Fong Chew Yen: 15-3 / 15-11
- Jonas Rasmussen /  Britta Andersen –  Rony Agustinus /  Mona Santoso: 15-6 / 15-6
- Anggun Nugroho /  Tetty Yunita –  Nitipong Saengsila /  Duanganong Aroonkesorn: 15-5 / 15-5
- Devin Lahardi Fitriawan /  Vita Marissa –  Hendra Wijaya /  Jiang Yanmei: 2-15 / 17-15 / 15-10
- Sudket Prapakamol /  Saralee Thungthongkam –  Unang Rahmat /  Indarti Issolina: 15-6 / 15-1
- Lars Paaske /  Helle Nielsen –  Kang Myeong-won /  Jun Woul-sik: 15-3 / 15-1
- Koo Kien Keat /  Wong Pei Tty –  Jeon Jun-bum /  Kim Min-jung: 15-5 / 15-10
- Bona Septano /  Pia Zebadiah –  Lingga Lie /  Jane David: 15-8 / 15-2
- Lee Jae-jin /  Lee Hyo-jung –  Keita Masuda /  Satoko Suetsuna: 15-3 / 15-5
- Nova Widianto /  Liliyana Natsir –  Bambang Suprianto /  Minarti Timur: 15-2 / 15-11
- Lee Yong-dae /  Ha Jung-eun –  Denny Setiawan /  Richa Sari Pawestri: 15-7 / 15-7
- Songphon Anugritayawon /  Kunchala Voravichitchaikul –  Shintaro Ikeda /  Miyuki Maeda: 15-4 / 15-5
- Carsten Mogensen /  Mette Schjoldager –  Muhammad Rizal /  Endang Nursugianti: 15-6 / 15-7
- Anggun Nugroho /  Tetty Yunita –  Jonas Rasmussen /  Britta Andersen: 15-7 / 17-15
- Devin Lahardi Fitriawan /  Vita Marissa –  Sudket Prapakamol /  Saralee Thungthongkam: 15-9 / 15-2
- Koo Kien Keat /  Wong Pei Tty –  Lars Paaske /  Helle Nielsen: 15-13 / 15-3
- Lee Jae-jin /  Lee Hyo-jung –  Bona Septano /  Pia Zebadiah: 15-4 / 15-3
- Nova Widianto /  Liliyana Natsir –  Lee Yong-dae /  Ha Jung-eun: 15-5 / 15-4
- Songphon Anugritayawon /  Kunchala Voravichitchaikul –  Carsten Mogensen /  Mette Schjoldager: 15-11 / 15-11
- Anggun Nugroho /  Tetty Yunita –  Devin Lahardi Fitriawan /  Vita Marissa: 9-15 / 17-16 / 15-10
- Lee Jae-jin /  Lee Hyo-jung –  Koo Kien Keat /  Wong Pei Tty: 15-7 / 15-9
- Nova Widianto /  Liliyana Natsir –  Songphon Anugritayawon /  Kunchala Voravichitchaikul: 15-5 / 15-5
- Anggun Nugroho /  Tetty Yunita –  Lee Jae-jin /  Lee Hyo-jung: 15-13 / 5-15 / 17-15
- Nova Widianto /  Liliyana Natsir –  Anggun Nugroho /  Tetty Yunita: 15-13 / 15-1